# 이광준
이광준(李光濬, 1955년 9월 13일~)은 대한민국의 정치인이다. 제33·34대 춘천시장을 역임했다.

## 주요 경력
- 1979년: 제22회 행정고등고시
- 1980년: 서울특별시 내무국 청소년과 아동시설계장
- 1988년: 강원도지방공무원교육원 교학과장
- 1989년: 강원도 도시과장
- 1992년:  강원도 문화예술과장
- 1994년: 내무부 기획관리실 법제담당
- 1995년: 강원도 기획관
- 1995년: 미국 워싱턴 주정부 파견
- 1997년: 강원도 지방공무원교육원장
- 1998년: 강원도 민방위재난관리국장
- 1998년: 미국 LA 총영사관 영사
- 2001년 ~ 2002년 : 행정자치부 민방위기획과장
- 2002년 ~ 2002년 : 행정자치부 자치운영과장
- 2002년: 춘천시 부시장
- 2004년: 강원도청
- 2005년~ 2006년 : 강원도 의회사무처장
- 2006년 7월 ~ 2013년 12월 : 제33~34대 강원도 춘천시장(2선, 새누리당)
- 2007년: 전국시장·군수·구청장협의회 사무총장

## 학력
- 1967년: 근화국민학교 졸업
- 1970년: 춘천중학교 졸업
- 1973년: 춘천고등학교 졸업
- 1980년: 강원대학교 행정학과 학사
- 1992년: 미국 위스컨신메디슨대학원 행정학 석사

### 명예 박사 학위
- 2008년: 강원대학교 명예행정학 박사

## 저서
- 기업성장을 방해하는 10가지 증상/에릭 플램홀츠(출판사:매경출판)
- 용기의 힘/찰스 스토너(출판사:이지북)
- 파워 피트니스/매트 로버츠(출판사:우등지)
- 토털 웰빙/햄린사(출판사:우등지)

## 역대 선거 결과
|  | 42.23% |

|  | 36.19% |

|  | 9.53% |